# 锐叶小还魂
锐叶小还魂（学名：Phyllanthus debilis）又名锐尖叶下珠、銳葉油甘，为葉下珠科油柑属下的一个种。

## 扩展阅读
- 維基物種上的相關：锐叶小还魂